# Selényi Hédi

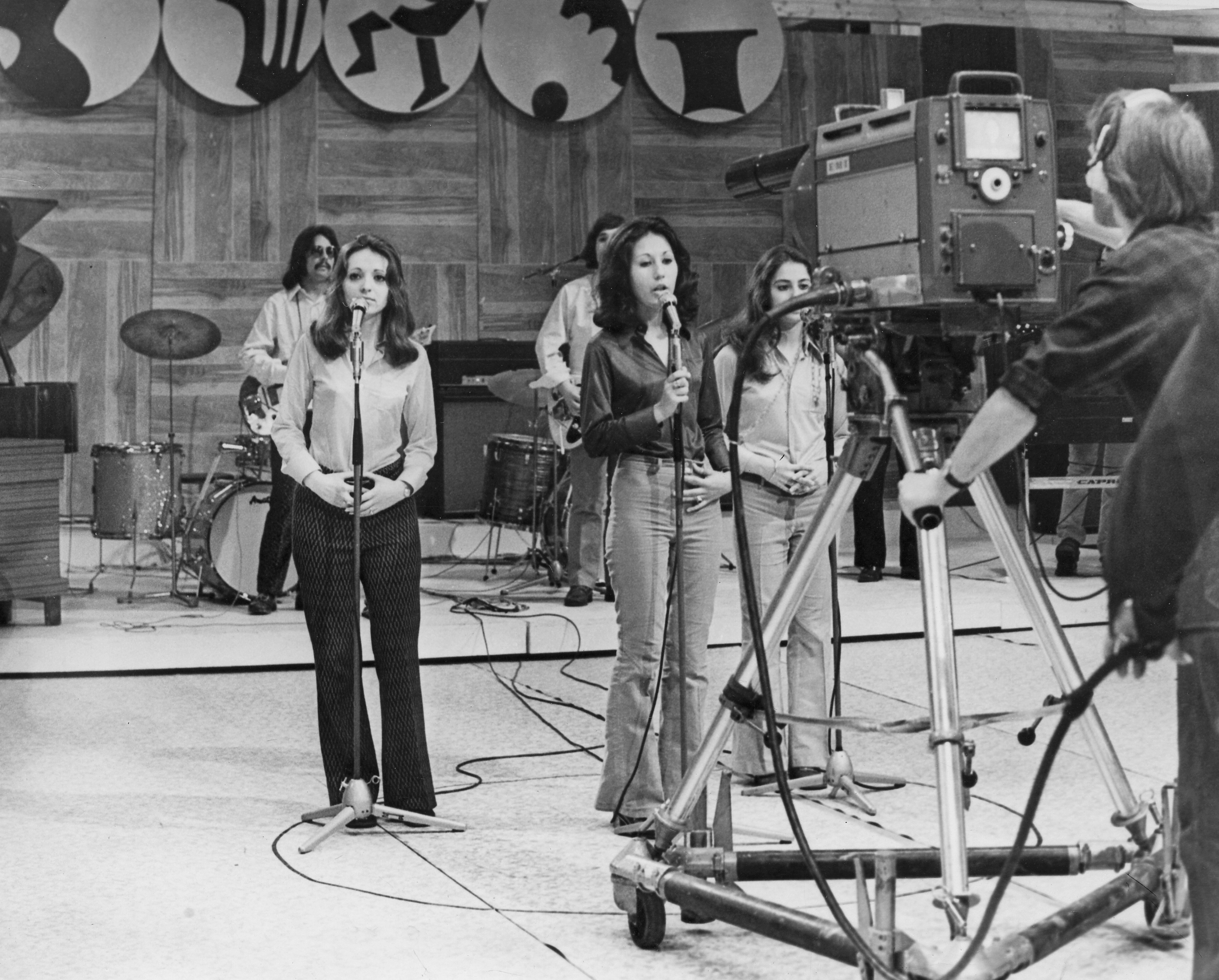
A Mikrolied együttes: Herczku Annamária, Selényi Hédi és Várszegi Éva az 1972-es Ki mit tud?-on

Selényi Hédi (Budapest, 1953. január 31. –) magyar énekesnő, popénekes.

## Életpályája
A Magyar Rádió Gyermekkórusának tagjaként kapott klasszikus zenei képzettséget. A kórussal eljutott az Amerikai Egyesült Államokba, Japánba és Európa szinte valamennyi országába. 1971-ben a Martos Flóra Gimnáziumban érettségizett. Még a gyermekkórusból ismerte Bódy Magdit, Várszegi Évát és Herczku Annamáriát is. Középiskolás korában Várszegi Évával gyakran kísérték vokalistaként Bódy Magdit, és létrehoztak egy énektriót is, amellyel például Aretha Franklin dalokat is énekeltek. A Generál együttes megalakulásakor kezdetben még csak férfiakból állt, ám Várkonyi Mátyás  billentyűs, zeneszerző  (aki korábban szintén a Rádió gyermekkórusának tagja volt) szólt Bódy Magdinak, hogy szervezzen egy női énekegyüttest. Így alakult meg a Mikrolied vokál, amelynek Bódy Magdi, Selényi Hédi és Várszegi Éva lettek a tagjai. A Mikrolied elnevezés a Generál másik zeneszerzőjétől, basszusgitárosától Novai Gábortól ered. (A név egy zenei fogalom: a mixolíd skála és a lányok alacsony termetére utaló játékos szóösszetételből jött létre.) 1972-ben a Generál és a Mikrolied is még külön indult a Ki mit tud? című televíziós tehetségkutató vetélkedőn, de egymást kísérték. Bódy Magdi, ekkor szólistaként indult a Ki mit tud?-on, így került a Mikrolied vokálba a helyére Herczku Annamária. A vetélkedőn a Mikrolied vokál közönségszavazattal továbbjutott, és a Generál a Csöngess be hozzám jóbarát című dallal előadói díjat kapott. Közben fuzionált a Generál és a Mikrolied és az 1972-es táncdalfesztiválon előadott Mit tehet az ember? című dalukkal közönségdíjasok lettek. A többi nyertessel együtt egy olaszországi turnén is részt vettek. Selényi Hédi szólóénekesként egyetlen egy fekete-fehér televíziós felvételen látható, ahol a Fehér holló című dalt énekli a Mini együttes kíséretében. 1973-ban  férjhez ment Nádorfi Lajos operatőr, fotóművészhez és zenei pályáját megszakítva családjának szentelte életét, a Generál együttesben illetve a Mikrolied vokálban Bódy Magdi került a helyére. Két lányuk született: Beatrix (1974) és Krisztina (1977). Férjével való megismerkedésükről mesélte:

„1972. május 4-én, Miskolcon a Miskolci Sportcsarnokban izgatottan készültem az esti élő adásra a Ki mit tud? első elődöntőjén, a Mikrolied vokál tagjaként. Bár már volt rutinunk, hiszen a Magyar Rádió Gyermekkórusának tagjaiként bejártuk a világot (12 évesen New Yorkban, a Carnegie Hallban is koncerteztünk) mégis nagy volt bennünk az izgalom. Az elődöntőben a zsűri mást juttatott tovább, ami nekünk nem volt jó érzés, de este, a szálloda halljában odajött hozzám egy szimpatikus fiatalember, aki a Magyar Televízió munkatársa volt. Kedvesen vigasztalt minket, főleg engem, ami különösen jólesett. Biztos volt benne, hogy a közönség továbbjuttat minket, és a döntőben találkozunk. Így is lett. Az 1972-es Ki mit tud? döntőjét a Generál együttes és a Mikrolied vokál nyerte meg, de a zenekar tagjai szerint a legnagyobb nyeremény a mienk, hiszen 49 éve elválaszthatatlan társak vagyunk. Együtt éltük meg az élet viharait,
de a sikereket is, azt is, hogy Nádorfi Lajos, Balázs Béla-díjas operatőr lett. ”

A Mikrolied vokál tagjaként fellépett 1999-ben a Budapest Sportcsarnokban és 2000-ben a Sap Csarnokban a Generál együttes koncertjein és 2021 novemberében Bódy Magdi pályafutásának 50 éves jubileumi koncertjén a Müpában.